# Senegal i olympiska sommarspelen 2008
Senegal i olympiska sommarspelen 2008 bestod av 16 idrottare som blivit uttagna av Senegals olympiska kommitté.

## Brottning
- Huvudartikel: Brottning vid olympiska sommarspelen 2008

| Tävlande     | Viktklass  | Sextondelsfinal              | Åttondelsfinal       | Kvartsfinal          | Semifinal            | Uppsamlingsrunda 1            | Uppsamlingsrunda 2   | Final                |
| Tävlande     | Viktklass  | Motståndare Resultat         | Motståndare Resultat | Motståndare Resultat | Motståndare Resultat | Motståndare Resultat          | Motståndare Resultat | Motståndare Resultat |
| ------------ | ---------- | ---------------------------- | -------------------- | -------------------- | -------------------- | ----------------------------- | -------------------- | -------------------- |
| Adama Diatta | Bantamvikt | Tomohiro Matsunaga (JPN) L F | Till uppsamling      | Till uppsamling      | Till uppsamling      | Sezar Akgul (TUR) L 101 / 010 | Gick inte vidare     | Gick inte vidare     |

## Friidrott
- Huvudartikel: Friidrott vid olympiska sommarspelen 2008

Förkortningar
- Noteringar – Placeringarna avser endast löparens eget heat
- Q = Kvalificerad till nästa omgång
- q = Kvalificerade sig till nästa omgång som den snabbaste idrottaren eller, i fältgrenarna, via placering utan att uppnå kvalgränsen.
- NR = Nationellt rekord
- N/A = Omgången ingick inte i grenen
- Bye = Idrottaren behövde inte delta i denna omgång

Herrar
Bana och landsväg
| Idrottare       | Gren  | Heat     | Heat      | Semifinal        | Semifinal        | Final            | Final            |
| Idrottare       | Gren  | Resultat | Placering | Resultat         | Placering        | Resultat         | Placering        |
| --------------- | ----- | -------- | --------- | ---------------- | ---------------- | ---------------- | ---------------- |
| Abdoulaye Wagne | 800 m | 1:47.50  | 5         | Gick inte vidare | Gick inte vidare | Gick inte vidare | Gick inte vidare |

Fältgrenar
| Idrottare        | Gren      | Kval    | Kval      | Final            | Final            |
| Idrottare        | Gren      | Distans | Placering | Distans          | Placering        |
| ---------------- | --------- | ------- | --------- | ---------------- | ---------------- |
| Ndiss Kaba Badji | Längdhopp | 8.07    | 7 Q       | 8.16             | 6                |
| Ndiss Kaba Badji | Tresteg   | NM      | —         | Gick inte vidare | Gick inte vidare |

## Fäktning
- Huvudartikel: Fäktning vid olympiska sommarspelen 2008

Herrar
| Idrottare       | Gren                | Omgång 1             | Sextondelsfinal         | Åttondelsfinal    | Kvartsfinal       | Semifinal         | Final / BM        | Final / BM       |
| Idrottare       | Gren                | Motståndare Poäng    | Motståndare Poäng       | Motståndare Poäng | Motståndare Poäng | Motståndare Poäng | Motståndare Poäng | Placering        |
| --------------- | ------------------- | -------------------- | ----------------------- | ----------------- | ----------------- | ----------------- | ----------------- | ---------------- |
| Abdoulaye Thiam | Sabel, individuellt | Rogers (USA) L 10–15 | Gick inte vidare        | Gick inte vidare  | Gick inte vidare  | Gick inte vidare  | Gick inte vidare  | Gick inte vidare |
| Mamadou Keita   | Sabel, individuellt | Ogawa (JPN) W 15–14  | Dumitrescu (ROU) L 7–15 | Gick inte vidare  | Gick inte vidare  | Gick inte vidare  | Gick inte vidare  | Gick inte vidare |

Damer
| Idrottare  | Gren                | Omgång 1              | Sextondelsfinal   | Åttondelsfinal    | Kvartsfinal       | Semifinal         | Final / BM        | Final / BM       |
| Idrottare  | Gren                | Motståndare Poäng     | Motståndare Poäng | Motståndare Poäng | Motståndare Poäng | Motståndare Poäng | Motståndare Poäng | Placering        |
| ---------- | ------------------- | --------------------- | ----------------- | ----------------- | ----------------- | ----------------- | ----------------- | ---------------- |
| Nafi Toure | Sabel, individuellt | González (CUB) L 7–15 | Gick inte vidare  | Gick inte vidare  | Gick inte vidare  | Gick inte vidare  | Gick inte vidare  | Gick inte vidare |

## Judo
Herrar
| Idrottare         | Gren                     | Inledande omgång     | Sextondelsfinal             | Åttondelsfinal           | Kvartsfinal          | Semifinal            | Återkval 1               | Återkval 2           | Återkval 3           | Final / BM           | Final / BM       |
| Idrottare         | Gren                     | Motståndare Resultat | Motståndare Resultat        | Motståndare Resultat     | Motståndare Resultat | Motståndare Resultat | Motståndare Resultat     | Motståndare Resultat | Motståndare Resultat | Motståndare Resultat | Placering        |
| ----------------- | ------------------------ | -------------------- | --------------------------- | ------------------------ | -------------------- | -------------------- | ------------------------ | -------------------- | -------------------- | -------------------- | ---------------- |
| Djegui Bathily    | Tungvikt (+100 kg)       | BYE                  | McCormick (USA) L 0001–0010 | Gick inte vidare         | Gick inte vidare     | Gick inte vidare     | Gick inte vidare         | Gick inte vidare     | Gick inte vidare     | Gick inte vidare     | Gick inte vidare |
| Hortense Diédhiou | Halv lättvikt (-52 kg)   | i.u.                 | BYE                         | Haddad (ALG) L 0001–0010 | Gick inte vidare     | Gick inte vidare     | Müller (LUX) L 0001–1001 | Gick inte vidare     | Gick inte vidare     | Gick inte vidare     | Gick inte vidare |
| Cécile Hane       | Halv mellanvikt (-63 kg) | i.u.                 | Barreto (VEN) L 0000–1012   | Gick inte vidare         | Gick inte vidare     | Gick inte vidare     | Gick inte vidare         | Gick inte vidare     | Gick inte vidare     | Gick inte vidare     | Gick inte vidare |
| Gisèle Mendy      | Mellanvikt (-70 kg)      | i.u.                 | Böhm (GER) L 0000–1000      | Gick inte vidare         | Gick inte vidare     | Gick inte vidare     | Smal (UKR) L 0000–0201   | Gick inte vidare     | Gick inte vidare     | Gick inte vidare     | Gick inte vidare |

## Kanotsport
Sprint
| Kanotist         | Gren                 | Heat     | Heat      | Semifinal        | Semifinal        | Final            | Final            |
| Kanotist         | Gren                 | Tid      | Placering | Tid              | Placering        | Tid              | Placering        |
| ---------------- | -------------------- | -------- | --------- | ---------------- | ---------------- | ---------------- | ---------------- |
| Assane Dame Fall | Herrarnas K-1 500 m  | 1:52.215 | 5 QS      | 2:04.633         | 9                | Gick inte vidare | Gick inte vidare |
| Assane Dame Fall | Herrarnas K-1 1000 m | 4:07.061 | 9         | Gick inte vidare | Gick inte vidare | Gick inte vidare | Gick inte vidare |
| Khathia Ba       | Damernas K-1 500 m   | 2:17.740 | 9         | Gick inte vidare | Gick inte vidare | Gick inte vidare | Gick inte vidare |

## Simning
- Huvudartikel: Simning vid olympiska sommarspelen 2008

## Taekwondo
| Idrottare       | Gren            | Åttondelsfinaler     | Kvartsfinaler         | Semifinaer           | Återkval             | Bronsmatch           | Final                | Final            |
| Idrottare       | Gren            | Motståndare Resultat | Motståndare Resultat  | Motståndare Resultat | Motståndare Resultat | Motståndare Resultat | Motståndare Resultat | Placering        |
| --------------- | --------------- | -------------------- | --------------------- | -------------------- | -------------------- | -------------------- | -------------------- | ---------------- |
| Bineta Diedhiou | Damernas −57 kg | Nguyen (VIE) W 1–0   | Calabrese (ITA) L 0–3 | Gick inte vidare     | Gick inte vidare     | Gick inte vidare     | Gick inte vidare     | Gick inte vidare |